# Stazione di San Martino Siccomario-Cava Manara
Stazione di San Martino Siccomario-Cava Manara vasútállomás Olaszországban, Lombardia régióban, San Martino Siccomario településen.

## Vasútvonalak
Az állomást az alábbi vasútvonalak érintik:
- Milánó–Genova-vasútvonal
- Pavia–Stradella-vasútvonal
- Cava Carbonara-Cava Manara-vasútvonal

## Kapcsolódó állomások
A vasútállomáshoz az alábbi állomások vannak a legközelebb:
- Stazione di Pavia
- Stazione di Bressana Bottarone
- Stazione di Cava-Carbonara